# Saison NBA Development League 2015-2016
Navigation
Saison 2014-2015 Saison 2016-2017
La saison NBA Development League 2015-2016 est la 15e saison de la NBA Development League, la ligue mineure de la National Basketball Association (NBA). Le Skyforce de Sioux Falls remporte le titre de champion,  en s'imposant en finale face aux D-Fenders de Los Angeles.
La ligue a atteint un nombre de 19 équipes pour la saison 2015-2016. Une équipe d’expansion, les Raptors 905, rejoint les 18 équipes de la saison précédente, tandis que les Mad Ants de Fort Wayne ont été achetés par les Pacers de l'Indiana, laissant seulement 11 équipes de la NBA sans avoir d'équipe affilié de D League pour cette saison.
La ligue se composait de deux conférences avec deux divisions chacune, trois avec cinq et une avec quatre. Pour égaliser les divisions, le Charge de Canton a été déplacé de la Division Est à la Division Centrale.

## Saison régulière

### Conférence Est

#### Division Est
| Équipe                  | V  | D  | PCT  | GB | Dom.  | Ext.  |
| ----------------------- | -- | -- | ---- | -- | ----- | ----- |
| x-Red Claws du Maine    | 31 | 19 | 62 % | –  | 15–10 | 16–9  |
| x-Knicks de Westchester | 28 | 22 | 56 % | 3  | 13-12 | 15–10 |
| Raptors 905             | 23 | 27 | 46 % | 8  | 10-15 | 13-12 |
| 87ers du Delaware       | 21 | 29 | 42 % | 10 | 13-11 | 8-18  |
| BayHawks d'Érié         | 12 | 38 | 24 % | 19 | 9-16  | 3-22  |

#### Division Centrale
| Équipe                    | V  | D  | PCT  | GB | Dom.  | Ext.  |
| ------------------------- | -- | -- | ---- | -- | ----- | ----- |
| x-Skyforce de Sioux Falls | 40 | 10 | 80 % | –  | 22–3  | 18–7  |
| x-Charge de Canton        | 31 | 19 | 62 % | 9  | 18-7  | 13-12 |
| Energy de l'Iowa          | 26 | 24 | 52 % | 14 | 15-11 | 12-13 |
| Drive de Grand Rapids     | 21 | 29 | 42 % | 19 | 14-11 | 7-18  |
| Mad Ants de Fort Wayne    | 20 | 30 | 40 % | 20 | 13-12 | 7-18  |

### Conférence Ouest

#### Division Sud-Ouest
| Équipe                        | V  | D  | PCT  | GB | Dom.  | Ext.  |
| ----------------------------- | -- | -- | ---- | -- | ----- | ----- |
| x-Spurs d'Austin              | 30 | 20 | 60 % | –  | 15–10 | 15–10 |
| x-Vipers de Rio Grande Valley | 29 | 21 | 58 % | 1  | 18–7  | 11–14 |
| Legends du Texas              | 23 | 27 | 46 % | 7  | 13–12 | 10–15 |
| Blue d'Oklahoma City          | 19 | 31 | 38 % | 11 | 10–15 | 9–16  |

#### Division Pacifique
| Équipe                     | V  | D  | PCT  | GB | Dom.  | Ext.  |
| -------------------------- | -- | -- | ---- | -- | ----- | ----- |
| x-Bighorns de Reno         | 33 | 17 | 66 % | –  | 20-5  | 13–12 |
| x-D-Fenders de Los Angeles | 27 | 23 | 54 % | 6  | 17–8  | 10–15 |
| Jam de Bakersfield         | 22 | 28 | 44 % | 11 | 13–12 | 9-16  |
| Stampede de l'Idaho        | 20 | 30 | 40 % | 13 | 13–12 | 7–18  |
| Warriors de Santa Cruz     | 19 | 31 | 38 % | 14 | 12–13 | 7–18  |

## Playoffs
|  | Quarts de finale | Quarts de finale         | Quarts de finale |                       |                 | Demi-finales          | Demi-finales | Demi-finales |  |  | Finale | Finale               | Finale |
|  |                  |                          |                  |                       |                 |                       |              |              |  |  |        |                      |        |
|  | E1               | Sioux Falls Skyforce     | 2                |                       |                 |                       |              |              |  |  |        |                      |        |
|  | E4               | Westchester Knicks       | 0                |                       |                 |                       |              |              |  |  |        |                      |        |
|  | E4               | Westchester Knicks       | 0                |                       | E1              | Sioux Falls Skyforce  | 2            |              |  |  |        |                      |        |
|  |                  |                          |                  |                       | E1              | Sioux Falls Skyforce  | 2            |              |  |  |        |                      |        |
|  |                  | E3                       | Canton Charge    | 0                     |                 |                       |              |              |  |  |        |                      |        |
|  | E2               | E3                       | Canton Charge    | 0                     | Maine Red Claws | 0                     |              |              |  |  |        |                      |        |
|  | E2               |                          |                  |                       | Maine Red Claws | 0                     |              |              |  |  |        |                      |        |
|  | E3               | Canton Charge            | 2                |                       |                 |                       |              |              |  |  |        |                      |        |
|  |                  |                          |                  |                       |                 |                       |              |              |  |  | E1     | Sioux Falls Skyforce | 2      |
|  |                  |                          | W4               | Los Angeles D-Fenders | 1               |                       |              |              |  |  |        |                      |        |
|  | W1               | Reno Bighorns            | 1                |                       |                 |                       |              |              |  |  |        |                      |        |
|  | W4               | Los Angeles D-Fenders    | 2                |                       |                 |                       |              |              |  |  |        |                      |        |
|  | W4               | Los Angeles D-Fenders    | 2                |                       | W4              | Los Angeles D-Fenders | 2            |              |  |  |        |                      |        |
|  |                  |                          |                  |                       | W4              | Los Angeles D-Fenders | 2            |              |  |  |        |                      |        |
|  |                  | W2                       | Austin Spurs     | 1                     |                 |                       |              |              |  |  |        |                      |        |
|  | W2               | W2                       | Austin Spurs     | 1                     | Austin Spurs    | 2                     |              |              |  |  |        |                      |        |
|  | W2               |                          |                  |                       | Austin Spurs    | 2                     |              |              |  |  |        |                      |        |
|  | W3               | Rio Grande Valley Vipers | 1                |                       |                 |                       |              |              |  |  |        |                      |        |

MVP des Finales : Jarnell Stokes (Skyforce de Sioux Falls)

## Récompenses
MVP de la saison régulière : Jarnell Stokes (Skyforce de Sioux Falls)
Rookie de l'année : Quinn Cook (Charge de Canton)
Défenseur de l'année : DeAndre Liggins (Skyforce de Sioux Falls)
Joueur d'impact de l'année : Ryan Gomes (D-Fenders de Los Angeles)
Joueur ayant le plus progressé : Axel Toupane (Raptors 905)
Prix Jason Collier pour l'esprit sportif : Scott Suggs (Raptors 905)
Entraîneur de l'année : Dan Craig (Skyforce de Sioux Falls)
Dirigeant de l'année :
- Mike Levy (Charge de Canton) – opérations d'affaires
- Adam Simon (Skyforce de Sioux Falls) – opérations d'équipe

MVP du All-Star D-League : : Jimmer Fredette (Knicks de Westchester)
| All-NBA D-League First Team : - Erick Green (Bighorns de Reno) - Vander Blue (D-Fenders de Los Angeles) - Jarnell Stokes (Skyforce de Sioux Falls) - Jeff Ayres (Stampede de l'Idaho/D-Fenders de Los Angeles) - Alex Stepheson (Energy de l'Iowa) | All-NBA D-League Second Team : - Jimmer Fredette (Knicks de Westchester) - Will Cummings (Vipers de Rio Grande Valley) - Coty Clarke (Red Claws du Maine) - Nick Minnerath (Charge de Canton) - DeAndre Liggins (Skyforce de Sioux Falls) | All-NBA D-League Third Team : - Sean Kilpatrick (87ers du Delaware) - Quinn Cook (Charge de Canton) - Devin Ebanks (Drive de Grand Rapids) - Ryan Gomes (D-Fenders de Los Angeles) - Jordan Bachynski (Knicks de Westchester) |